# Lodi (New York)
Lodi (/ˈloʊ.daɪ/ LOW-dy) è un comune (town) degli Stati Uniti d'America della contea di Seneca nello Stato di New York. La popolazione era di 1 550 abitanti al censimento del 2010.
Il comune di Lodi si trova nella parte sud-occidentale della contea e si trova a nord-ovest di Ithaca. La città contiene un villaggio chiamato anche Lodi. Entrambi devono i loro nomi alla città italiana di Lodi.

## Geografia fisica
Secondo lo United States Census Bureau, ha un'area totale di 39,76 mi² (102,98 km²).

## Storia
L'area era occupata dai membri della tribù dei Seneca fino al 1779 quando durante la spedizione Sullivan furono distrutti i loro villaggi, tra cui un frutteto dei Seneca a Lodi Point. Il comune divenne parte del Central New York Military Tract. Il primo colonizzatore arrivò intorno al 1789. Nel 1799, nell'area di Brokaw Road, un gruppo di agricoltori olandesi del New Jersey si stabilì per formare una comunità olandese riformata, avendo infine due chiese.
I resti di una di queste chiese sono il cimitero di McNeil situato nell'area di Brokaw Road. Il New Jersey olandese si stabilì nell'area per diverse generazioni e, infine, le loro chiese furono abbinate a diverse altre chiese per formare la United Presbyterian Church of Lodi. I discendenti di questi originali olandesi abitano oggi in città
Nel 1826, Lodi fu separata dal comune di Covert. Lodi Point era una tappa popolare per i vaporetti del lago nel XIX secolo. Il Queen's Castle è stato inserito nel National Register of Historic Places nel 1999.

## Società

### Evoluzione demografica
Secondo il censimento del 2010, la popolazione era di 1 550 abitanti.

### Etnie e minoranze straniere
Secondo il censimento del 2010, la composizione etnica della città era formata dal 96,4% di bianchi, lo 0,5% di afroamericani, lo 0,7% di nativi americani, lo 0,5% di asiatici, lo 0,0% di oceanici, lo 0,4% di altre razze, e l'1,5% di due o più etnie. Ispanici o latinos di qualunque razza erano l'1,3% della popolazione.